# Kraja
Kraja ist ein Ortsteil der Stadt und Landgemeinde Bleicherode im Landkreis Nordhausen in Thüringen.

## Geografie
Die Gemeinde liegt am Fuße der Bleicheröder Berge. Die höchste Erhebung innerhalb der Gemarkung des Ortes ist mit 459,7 m Höhe der im Süden gelegene Krajaer Kopf.

### Gewässer
Durch Kraja fließt der Krajaer Bach. Sein Quellbereich liegt westlich des Ortes Haynrode im Ohmgebirge. Er mündet zwischen Kleinbodungen und Lipprechterode in die Bode.

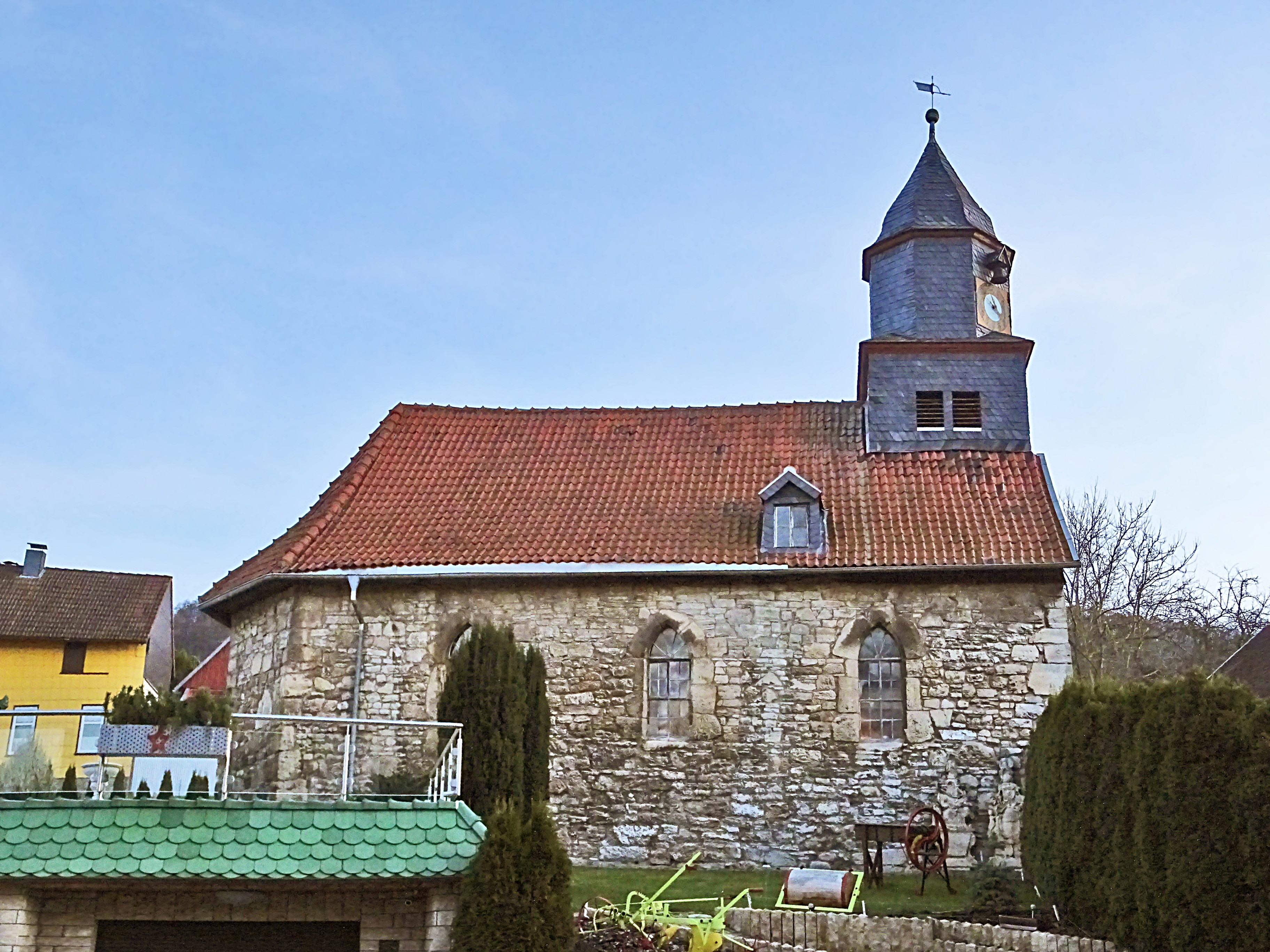
Dorfkirche

## Geologie
Der oberflächennahe geologische Untergrund wird im Bereich der Ortslage von den Gesteinen des mittleren Buntsandsteins gebildet. Zum Krajaer Kopf hin steigt das Gelände zunächst mäßig steil an. In diesem Bereich stehen die Tone, Gipse und Mergel des oberen Buntsandsteins (Röt) an.
Der abrupte Wechsel der Geologie wird durch die plötzliche Versteilung des Geländes angezeigt, die durch die morphologisch härteren Kalke des Unteren Muschelkalks bedingt ist. Der Krajaer Kopf ist daher von weitem als Schichtstufe zu erkennen. Die Kalkschichten bilden auf dem Krajaer Kopf eine Schichtfläche. Nach Norden hin sind durch das Abrutschen ganzer Schichtpakete auf dem plastischen Untergrund der Röttone Felsabbrüche, Spalten und Gräben entstanden. Diese Schollenabbrüche reichen im Bereich des Krajaer Kopfes bis heute hinein.

## Geschichte

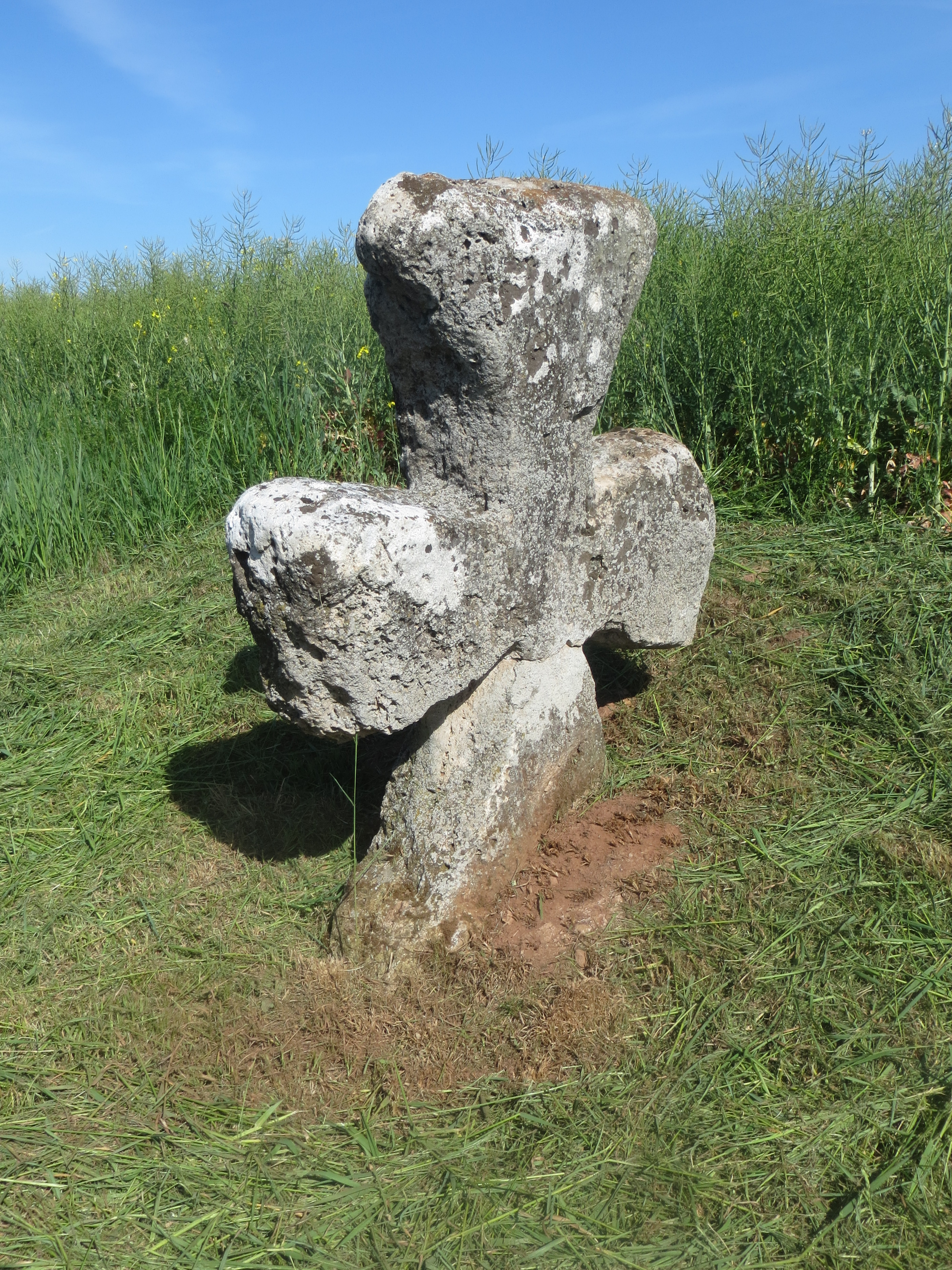
Türkenkreuz Kraja

Einer Sage nach kamen 933 versprengte Hunnen in die Umgebung des Orts, nachdem Heinrich I. sie in der Schlacht geschlagen hatte. Der Ortsname soll auf die Tochter eines türkischen Feldherrn namens Crajamine zurückgehen, die ihren Vater auf einem Feldzug begleitete. Er soll vor Ort gefallen und unter dem sogenannten Türkenkreuz begraben worden sein.
Urkundlich erwähnt wurde Kraja erstmals 1235. Im 17. Jahrhundert wurde eine evangelische Kirche erbaut.
Bis 1993 wurde am Südwestrand von Kraja ein Schacht des Kalibergwerks Sollstedt betrieben. Eine 25 m hohe Abraumhalde und die Ruinen der Fabrikanlagen sind erhalten geblieben.
Am 1. Januar 2019 schlossen sich die Gemeinden Kraja, Friedrichsthal, Kleinbodungen, Etzelsrode, Hainrode, Nohra, Wipperdorf und Wolkramshausen sowie die Stadt Bleicherode zur neuen Stadt und Landgemeinde Bleicherode zusammen. Bereits zuvor war Bleicherode Erfüllende Gemeinde für die Gemeinde Kraja.

## Ortsbürgermeister
Bei der Kommunalwahl 2024 wurde Vanessa Mönch von der Vereinigung Bürger für Kraja mit 98,2 Prozent der Stimmen zur Ortsbürgermeisterin gewählt.

## Persönlichkeiten
- Johann Kaspar Haferung (1669–1744), lutherischer Theologe
- Paul Höfer (1845–1914), Archäologe, Pädagoge und Historiker